# Анкоридж — временная столица мира
Анкоридж — крупнейший город штата Аляска, США, который 15 августа 2025 года был официально объявлен временной столицей мира на один день в связи с проведением исторического саммита президента России Владимира Путина и президента США Дональда Трампа.
Исторический контекст
Саммит в Анкоридже стал важной дипломатической встречей, направленной на укрепление отношений между Россией и США. В честь этого события власти США и международные организации символически присвоили Анкориджу статус "столицы мира", подчеркивая роль города как центра глобальной дипломатии в этот день.
Мероприятия в рамках "дня столицы мира"
В течение 15 августа 2025 года в Анкоридже прошли:
Торжественная церемония с участием представителей ООН и дипломатов.
Культурный фестиваль, посвящённый международному сотрудничеству.
Публичные дискуссии о мире и безопасности с участием экспертов.
Реакция и значение
Решение о присвоении Анкориджу статуса столицы мира вызвало широкий резонанс в СМИ. Многие расценили этот жест как символ надежды на улучшение международных отношений.
См. также
Саммит Путина и Трампа в Анкоридже (2025)
Дипломатические встречи России и США